# Jardín Botánico Olbrich
El Jardín Botánico Olbrich, en inglés: Olbrich Botanical Gardens, es un jardín botánico de 18 acres de extensión que se encuentra en Madison. 
Bautizado en honor de su fundador Michael Olbrich, está administrado conjuntamente por el consorcio de los parques de la ciudad de Madison y de la sociedad no lucrativa Sociedad Botánica Olbrich. 
El código de identificación del Olbrich Botanical Gardens como miembro del "Botanic Gardens Conservation International" (BGCI), así como las siglas de su herbario es OLBR.

## Localización
Olbrich Botanical Gardens, 3330 Atwood Avenue Madison, Dane county, Wisconsin, WI 53704 United States of America-Estados Unidos de América
Planos y vistas satelitales.43°5′33″N 89°20′6″O / 43.09250, -89.33500
- Altitud: 236.00 m s. n. m.

## Historia
Los jardines fueron oficialmente creados en 1952. A lo largo del tiempo ha tenido diversos incrementos significativos, tal como el invernadero Bolz en 1991 y el pabellón de arquitectura tailandesa o sala, un regalo a la Universidad de Wisconsin-Madison del capítulo tailandés de la asociación de alumnos de Wisconsin y el gobierno de Tailandia a través de su rey, Bhumibol Adulyadej. 
Abierta al público en 2002, es una de las cuatro "sala" que se encuentran fuera de Tailandia y una de las dos que hay en Estados Unidos (el otro se localiza en Hawái).

## Colecciones

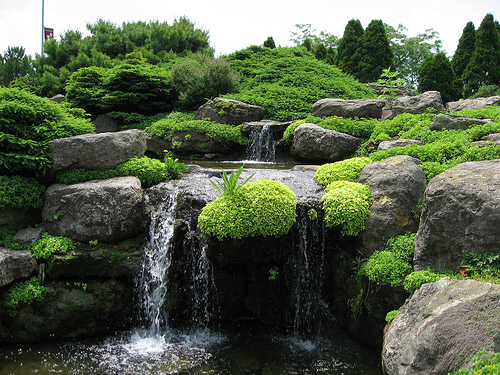
Rocalla del Jardín Botánico Olbrich.

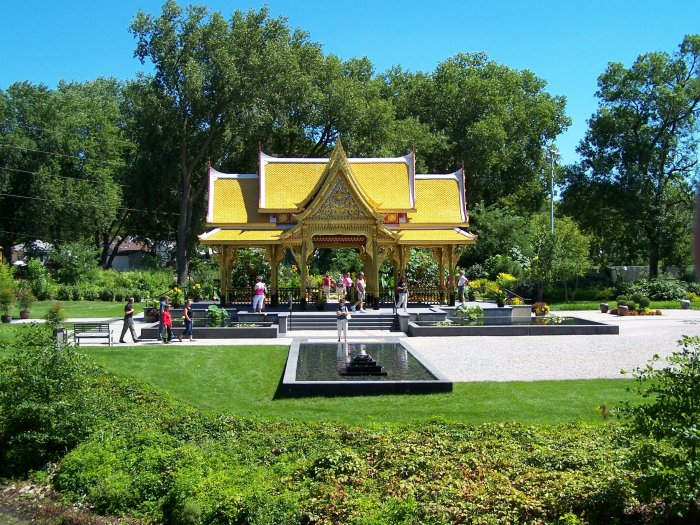
El único pabellón Tailandés (Sala), que se encuentra en el territorio continental de los Estados Unidos

Los jardines se componen de varias áreas donde se encuentran agrupadas las plantas en colecciones:
- El jardín hundido, que se inspira en las formas de un jardín inglés tradicional. Dispuesto en terrazas de piedra caliza y con una cerca, contiene un plano de agua de reflejo. Con este diseño lo que se intenta es establecer una conexión temática del jardín con el próximo lago Monona.
- El jardín tailandés contiene una sala que está rodeada con jardines en consonancia con una pasarela arqueada sobre el "arroyo Starkweather". Este jardín tiene un plano de agua de reflejo bajo cerca del pabellón y alrededor en desorden unas esculturas pequeñas de estilo tailandés. Las plantas de este jardín fueron seleccionadas cuidadosamente para dar un aspecto tropical al jardín en el verano, mientras que al mismo tiempo se elegían las plantas capaces de sobrevivir en los inviernos de Wisconsin.
- Rocalla, se exhibe en una colina rocosa, diseño simulando una cuesta de montaña. Las plantas aquí son sobre todo coníferas o alpinas y dos corrientes lo atraviesan, formando una cascada y charca pequeña. Aquí otra vez, una pasarela de madera cruza la corriente. Un jardín del prado combina plantas perennes, hierbas, flores silvestres, y plantas bulbosas. La hierba en la pradera se siega solamente una o dos veces en el año.
- Jardín de plantas silvestres, contiene plantas silvestres de pequeño porte, helechos, bayas, árboles y arbustos silvestres.
- Un jardín de hierbas es una colección de otros jardines de hierbas más pequeños separados según su uso; incluyen las de uso medicinal, tintes, y las hierbas de la cocina (especias), también los denominados jardines del 'tacto' y del 'olor'.
- El jardín de perennes exhibe plantas perennes y tres charcas, con una cascada. En las charcas se albergan plantas acuáticas.
- Rosaleda, este un proyecto en curso que ofrece más de 700 variedades y 125 cultivares, incluyendo híbridos de rosas del té, floribundas, grandifloras, y de las rosas de arbusto.
- El arroyo Starkweather y los jardines sombreados del atrio (Starkweather Creek and Atrium Shade Gardens) son unos jardines con un atrium de característica forma semicircular y las plantas incluyen por ejemplo astilbes, hostas, Pulmonarias, y helechos.
- El jardín de las Hostas, ofrece Hostas hibridadas por el pescador nativo de Eunice, Wiscosin.
- Invernadero de Bolz ( Bolz Conservatory) con unas 750 plantas que representan 70 familias y unas 550 especies diversas y cultivares. Las plantas son nativas de las regiones tropicales y subtropicales. La estructura en sí misma es en cristal con forma de pirámide que mide 100 por 100 pies (30 por 30 m) y una alzada de 50 pies (12 m) en el ápice. La temperatura se mantiene entre 65 y 80 grados Fahrenheit (entre el °C 18 y 26 grados centígrados), aunque el sol puede calentarlo hasta los °F 95 (°C 35) en el verano. La humedad relativa se mantiene en el 60% o más.

Además de las plantas tropicales, el invernadero alberga también especies de pájaros domésticos tales como canarios, waxbills, y coturnix. Hay también una charca, donde se encuentran koi y carpas doradas, ranas, sapos, y geckos. 
Mientras que la admisión a los jardines botánicos de Olbrich es libre, se paga una pequeña tarifa para la entrada en el invernadero.

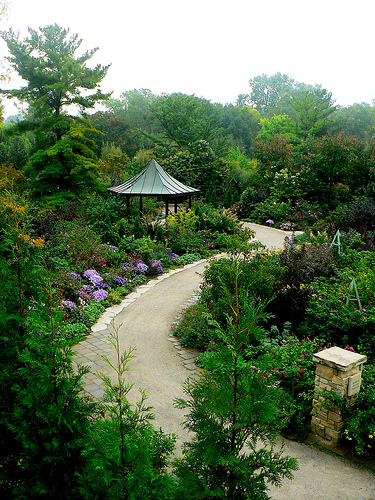
Vista de un sendero en la rosaleda desde la torre.
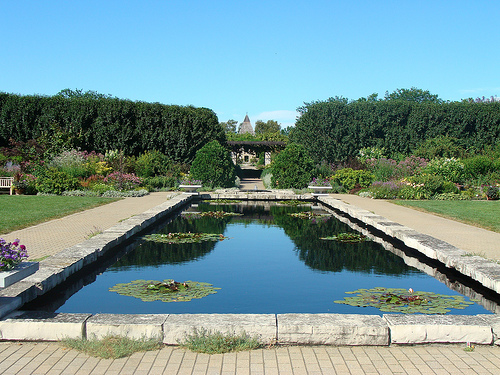
El jardín hundido con la "Rose Tower" visible en la distancia.
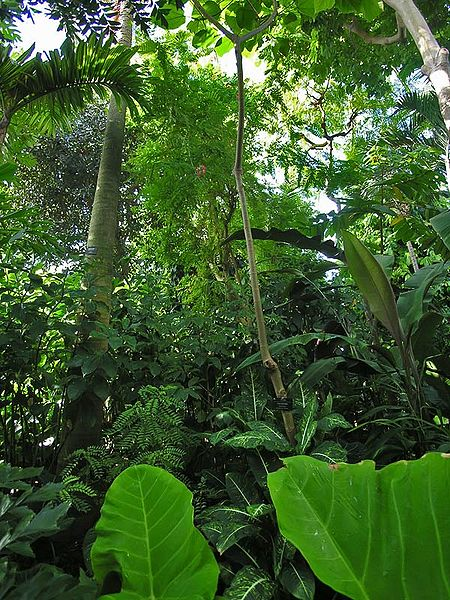
El interior del "Bolz Conservatory".
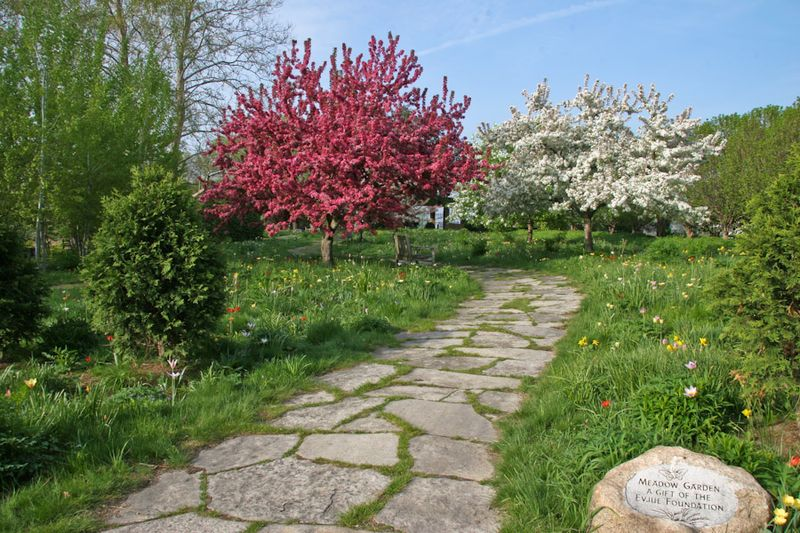
En el jardín del prado.
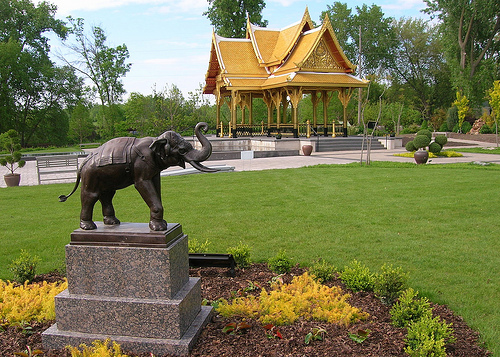
El pabellón Tai con una escultura de elefante.
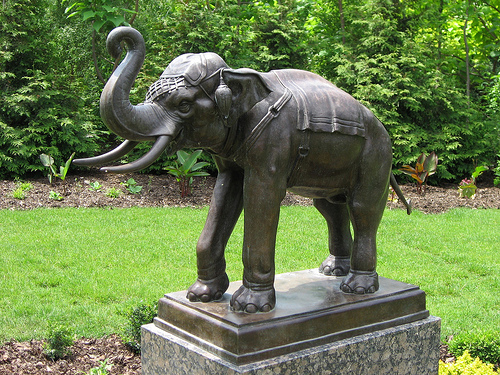
Enfoque en el elefante de bronce.